# Алишаускас, Сигитас Ионович
Сигитас Ионович Алишаускас (лит. Sigitas Ališauskas; 3 марта 1943, дер. Папилвис (ныне Пренайский район в Каунасском уезде Литвы) — 3 августа 2016, Вильнюс) — литовский и советский физик. Доктор физико-математических наук. Лауреат Государственной премии Литовской ССР (1984).

## Биография
Из крестьян.
В 1965 году окончил физико-математический факультет Вильнюсского университета, защитил докторскую диссертацию в 1982 году.
В 1966—1976 годах работал в физико-математическом институте. С 1977 по 1989 год — в Институте физики, в 1990—2008 годах — заведующий кафедрой ядерной теории Института теоретической физики и астрономии, Вильнюсского университета, главный научный сотрудник Института теоретической физики и астрономии.

## Научная деятельность
Автор около 70 научных статей в советских, литовских и зарубежных научных журналах по теории непрерывных групп Ли и алгебраических квантовых теорий, применению математического аппарата в тензорном анализе атомной физики. Предложил и разработал оригинальные алгебраические и аналитические методы выполнения операций над множественными изображениями унитарных и ортогональных групп с использованием основных функций этих групповых изображений и коэффициентов Клебша —Гордана биортогональных рядов и их аналитических методов ортогонализации.
Умер от опухоли головного мозга. Кремирован. Прах учёного похоронен на Антакальнисском кладбище.

## Награды
- Государственная премия Литовской ССР (1984)
- Премия Адольфаса Юкиса Академии наук Литвы (1999)

## Избранные публикации
- Реализации и взаимосвязь тензорных пространств представлений групп Ли. 1981